# Allochrostes saliata
Allochrostes saliata är en fjärilsart som beskrevs av Felder 1875. Allochrostes saliata ingår i släktet Allochrostes och familjen mätare. Inga underarter finns listade i Catalogue of Life.